# Tadeusz Cyprian Fopp
Tadeusz Cyprian Fopp (ur. 9 grudnia 1882 w Lublinie, zm. 8 lipca 1954 we Włocławku) – polski nauczyciel, działacz społeczny, katolicki i polityczny, publicysta, współorganizator tajnego nauczania we Włocławku.

## Życiorys

### Wczesne lata i edukacja
Jego ojcem był Jakub Fopp (1841-1892), cukiernik pochodzący z Davos w Szwajcarii. Podobnie jak jego dwaj bracia, Krystian i Leonard, prowadził cukiernię w Warszawie. W 1873 roku zawarł związek małżeński z polką Pauliną Niewiarowską (1844-1906). W 1878 roku Jakub osiadł w Lublinie, gdzie także otworzył cukiernię.
Tadeusz był jednym z dwojga spośród dwanaściorga dzieci Foppów, którzy dożyli wieku dorosłego. Oprócz niego dorosłości dożyła jego najstarsza siostra Joanna Alicja (1874-1895), nauczycielka muzyki. Jego ojcem chrzestnym był komisarz sądowy Lucjan Sienkiewicz (1843-1906), przyrodni brat Henryka. W domu Foppów posługiwano się językiem polskim. Do 1924 roku Tadeusz Fopp posiadał wyłącznie obywatelstwo szwajcarskie. W związku z tym, będzie musiał w przyszłości zapłacić podatek zastępczy za nieodbytą służbę wojskową w armii Szwajcarii. Po śmierci Jakuba w 1892 roku, rodzina popadła w problemy materialne. Otrzymywali wówczas pomoc ze strony Szwajcarskiego Towarzystwa Dobroczynności w Warszawie oraz gminy Davos.
W 1890 roku Tadeusz rozpoczął naukę, która przez pierwszy rok odbywała się w domu. W roku szkolnym 1891/92 uczęszczał do szkoły niemieckiej, zaś w latach 1892-1894 do Szkoły Konstantina Kapitonowa w Lublinie. W latach 1894–1904 uczęszczał do Gimnazjum Męskiego w Szkole Konstantinie Kapitonowa. 7 czerwca 1904 roku uzyskał świadectwo maturalne.
W 1904 roku wstąpił na Wydział Prawa Uniwersytetu Warszawskiego, jednak wkrótce przeniósł się na Wydział Medyczny tegoż uniwersytetu. Jako student był świadkiem protestów w czasie rewolucji 1905 roku. Z powodu protestów często przerywano wykłady, co skłoniło Tadeusza Foppa do przeniesienia się do innej uczelni. 15 lipca 1906 roku rozpoczął naukę na Wydziale Filozoficznym Uniwersytetu Jagiellońskiego. Bardzo dobre wyniki w nauczaniu umożliwiły zwolnienie go z opłat za studia. 31 lipca 1910 roku ukończył studia, zdobywając tytuł magistra.

### Początki kariery zawodowej
Już podczas studiów pisywał artykuły do pism katolickich. Po ukończeniu studiów w 1910 roku rozpoczął pracę jako sekretarz redakcji dziennika Polak-Katolik, wydawanego w Warszawie. Stanowisko to zajmował do 1912 roku, zaś w 1911 roku osiadł w Warszawie.
Od grudnia 1912 do 1916 roku był redaktorem dziennika katolickiego Kurier Zagłębia, wydawanego w Sosnowcu. W związku z tym zamieszkał w tej miejscowości.
We wrześniu 1915 roku objął posadę nauczyciela geografii, historii, j. polskiego i j. rosyjskiego w szkole w Wyższej Szkole Realnej w Sosnowcu.

### Dwudziestolecie międzywojenne
W 1917 roku biskup kujawsko-kaliski Stanisław Zdzitowiecki zaprosił Tadeusza Foppa do Włocławka, gdzie miał nauczać w Gimnazjum Humanistycznym im. ks. Jana Długosza - katolickiej szkole, założonej w ubiegłym roku staraniem biskupa. Z początku obejmował stanowisko inspektora. Następnie został nauczycielem historii Polski i powszechnej, uczył także geografii. W szkole im. Długosza nauczał do 1928 roku, w tym do 1920 roku w pełnym wymiarze godzin.
Jeszcze podczas I wojny światowej prowadził wykłady z zakresu historii dla inteligencji, robotników i młodzieży, organizowane przez Kujawski Oddział Polskiego Towarzystwa Krajoznawczego.
W roku szkolnym 1917/18 wykładał historię w Liceum im. Piusa X we Włocławku. Jednym z jego ówczesnych uczniów był późniejszy prymas Polski, Stefan Wyszyński. Do końca życia utrzymywał z nim korespondencję.
W roku szkolnym 1920/21 rozpoczął pracę w Gimnazjum Żeńskim Janiny Steinbokówny oraz Gimnazjum Filologicznym Spółdzielczego Stowarzyszenia Szkolnego - późniejszym Gimnazjum im. Marii Konopnickiej. W 1922 roku został etatowym nauczycielem szkoły z pełnym wymiarem godzin pracy. Dzięki uzyskaniu obywatelstwa polskiego w 1924 roku, mógł uzyskać od Ministerstwa Wyznań Religijnych i Oświecenia Publicznego dyplom potwierdzający jego kwalifikacje zawodowe do nauczania historii w szkole średniej i seminariach nauczycielskich. 19 stycznia 1929 roku otrzymał nominację na stałego nauczyciela szkół średnich.
Zarówno w Gimnazjum im. ks. Jana Długosza jak i Gimnazjum im. Marii Konopnickiej prowadził liczne koła zainteresowań, wygłaszał referaty.

### Okres okupacji
24 września 1939 roku Tadeusz Cyprian Fopp został aresztowany przez gestapo. W kolejnym roku miał być wysiedlony z Włocławka, przed czym uchroniło go jego szwajcarskie obywatelstwo. Musiał jednak wyprowadzić się ze swojego domu przy ul. Starodębskiej 10 na ulicę Zduńską 4/8. W czasie okupacji Niemcy wielokrotnie namawiali go do podpisania volkslisty.
W latach 1940–41 pracował jako robotnik przy robotach publicznych, a w latach 1941-1945 jako stróż nocny, początkowo przy spichrzach nad Wisłą, a następnie w firmie Posner Wach - und Schlies - Gesellschaft, która zajęła dawną fabrykę Wisła.
W 1940 roku nawiązał kontakt z podziemiem niepodległościowym. W latach 1941–1942 poprzez łączników Apolonię Kwiatkowską i własnego syna, Tadeusza Marię Foppa, nawiązał kontakt z żołnierzami Narodowej Organizacji Wojskowej, Mieczysław Starczewskim, Zdzisławem Dombrzalskim i Eugeniuszem Krzemińskim. Utrzymywał również kontakt z Ottomanem Piperem z Kowala.
Jako członek konspiracji, Tadeusz Cyprian Fopp zajmował się głównie prowadzeniem tajnych kompletów. Był jednym z organizatorów tajnego nauczania na poziomie średnim we Włocławku. Sam w ich ramach wykładał historię. Do 1942 roku objął tajnym nauczaniem 10 osób, włącznie ze swoim synem Tadeuszem Marią. Na początku sierpnia 1942 roku działalność NOW we Włocławku została zdekonspirowana, a jego uczniowie musieli uciec do Warszawy. On sam ukrywał się u Aurelii Wojciechowskiej, w domu Romana Tokarskiego na Michelinie. Wtedy zajął się koordynacją i wsparciem innych nauczycieli tajnych kompletów. 
Przez nauczycieli Antoniego i Helenę Grekowicz, wcześniej żołnierzy NOW, nawiązał kontakt z Marią Adamczewską i Tadeuszem Józefem Siwkiem z KO ZWZ-AK Pomorze. Przekazywał im informacje o charakterze wywiadowczym.
W gronie osób, z którymi Fopp współpracował w ramach tajnego nauczania, byli ww. Antoni i Helena Grekowicz oraz Władysław Biesiekierski, Stanisław Drewnowski (o. Laurentyn), Władysław Drzewiński, ks. Karol Schwartz, Wacław Tomaszewski, a także prawdopodobnie Dominika Banaszak i Maria Woźnicka.

### Ostatnie lata
Po wyzwoleniu Włocławka był jednym z koordynatorów odbudowy szkolnictwa we Włocławku. Już 20 stycznia 1945 roku z upoważnienia Komitetu Obywatelskiego dokonał obchodu i zabezpieczenia mienia szkolnego. Od 25 stycznia był członkiem Komisji Szkolnej, a od 1 lutego - komitetu organizacyjnego Gimnazjum i Liceum Koedukacyjnego. Brał udział w pracach nad uruchomieniem kolejnych szkół, m.in. Gimnazjum im. Marii Konopnickiej.
Po utworzeniu Gimnazjum i Liceum Koedukacyjnego, rozpoczął tam pracę jako nauczyciel. 1 marca 1945 roku rozpoczął też pracę w Gimnazjum im. Marii Konopnickiej, gdzie pozostawał aż do przejścia na emeryturę 31 października 1950 roku. Następnie od 31 lipca 1951 roku pracował w tejże szkole jako nauczyciel kontraktowy j. rosyjskiego i historii. 
W latach 1945–1949 wykładał też w Liceum im. ks. Jana Długosza (szkołę wówczas zamknięto). W latach 1946–1948 uczył w Gimnazjum dla Dorosłych oraz w Gimnazjum Mechanicznym.
W 1948 roku został przesłuchany przez funkcjonariuszy Urzędu Bezpieczeństwa za wydanie w okresie dwudziestolecia międzywojennego dwóch broszur o charakterze antykomunistycznym. Skutkiem tego, jego syn Andrzej był nękany podczas studiów na Politechnice Warszawskiej.
Na początku maja 1954 roku zachorował i został przewieziony do szpitala św. Antoniego we Włocławku. Zmarł na skutek powikłań pooperacyjnych. Został pochowany na Cmentarzu Komunalnym we Włocławku, w kwaterze 40/1/9.
Grób Tadeusza Foppa jest corocznie nawiedzany przez Samorząd Uczniowski Liceum im. Marii Konopnickiej we Włocławku.

## Działalność społeczna i polityczna
Od 1919 roku był członkiem Chrześcijańskiej Demokracji. Był członkiem Polskiego Czerwonego Krzyża i Koła Przyjaciół Harcerstwa. Od lat 30. był członkiem Ligi Przeciwlotniczej.
Należał do kilku organizacji katolickich, m.in. Akcji Katolickiej i III Zakonu św. Franciszka z Asyżu. W 1917 roku został tercjarzem we Włocławku. W latach dwudziestolecia międzywojennego był mistrzem nowicjatu dla mężczyzn we włocławskiej kongregacji, a następnie przełożonym nowicjatu. Należał także do Rady Głównej III Zakonu, początkowo jako korespondent prasowy. Uczestniczył w trzech ogólnopolskich zjazdach III Zakonu - we Włocławku w 1919 roku, Krakowie w 1921 roku i w Częstochowie w 1939 roku.
W 1945 roku Tadeusz Fopp wstąpił do Stronnictwa Demokratycznego oraz do Towarzystwa Przyjaciół Żołnierza.
Podczas obchodów Święta 3 Maja w 1923 roku, Tadeusz Fopp podczas przemówienia do ludności zebranej pod gmachem Sądu Okręgowego na Starym Rynku, proklamował zmianę nazwy ulicy Żabiej na ul. ks. Butkiewicza. Ludność przyjęła proklamację okrzykami radości. Do ostatecznej zmiany nazwy jednak nie doszło.

## Działalność publicystyczna
Korzystając ze swoich doświadczeń zawodowych, Tadeusz Fopp przez całe życie powracał do pracy publicystycznej. Jako nauczyciel już w latach 20. pisał publikację nt. stanu zakładów pracy i ich historii. W latach 1918–1929 prowadził kącik literacki w gazecie Słowo Kujawskie. W latach 1917–1922 pisywał do pisma katolickiego Głos Św. Franciszka Serafickiego. W 1945 roku publikował artykuły o tematyce historycznej na łamach Wiadomości Włocławskich.
Po śmierci Stefana Żeromskiego (20 listopada 1925), Tadeusz Fopp opublikował na łamach Słowa Kujawskiego artykuł, w którym niezbyt przychylnie podsumował dokonania zmarłego pisarza, określając go mianem twórcy bez idei. Artykuł wywołał wzburzenie opinii publicznej. Na łamach tego samego Słowa Kujawskiego opublikowano protest Zarządu Oddziałów Włocławskich Towarzystwa Nauczycieli Szkół Średnich i Wyższych oraz Związku Zawodowego Nauczycielstwa Polskich Szkół Średnich. W polemikę z Foppem wdał się inny włocławski publicysta, Roman Ściślak. Według jego własnych wspomnień, Fopp miał rozważać podanie Ściślaka do sądu. Artykuł Tadeusza Foppa stał się nawet przedmiotem interpelacji sejmowej posła Polskiej Partii Socjalistycznej, Zygmunta Kazimierza Piotrowskiego.

## Życie prywatne
Tadeusz Fopp poślubił w 1909 roku w Lublinie urzędniczkę Wieńczysławę Janinę Ciemniewską (1876-1916), córkę dziedzica dóbr Ślipcze Andrzeja Piotra Pawła Benedykta Ciemniewskiego (1850-?) i jego pierwszej żony Wieńczysławy Nepomuceny Janiny ze Skomorowskich (1849-1876). Miał z nią trójkę dzieci: Antoniego Marię Józefa (1910-1926); Barbarę Marię Helenę, późniejszą Kaszubską (1913-1999) i Andrzeja Marię Jakuba (1914-1997). Wieńczysława Fopp zmarła 19 października 1916 roku w Sosnowcu z powodu gruźlicy płuc. Opiekę nad dziećmi przejęła wówczas macocha Wieńczysławy, Marianna Stanisława Teofila z Skomorowskich Ciemniewska (1846-1930).
W 1921 roku Fopp wziął ślub ze swoją byłą uczennicą z Gimnazjum im. Marii Konopnickiej, córką ziemianina z Radziejowa Bronisławą Wanierowską (1902-1932). Para miała razem piątkę dzieci: Tadeusza Marię Bronisława (1923-1982); Bronisławę Marię Wieńczysławę, późniejszą Mikołajczyk (1925-2013); Antoniego Marię Franciszka (1926-1999); Joannę Marię Stanisławę, późniejszą Ruprecht (1930-2007) i Marię Józefę Paulinę (1932-1995). Bronisława Fopp zmarła przy porodzie najmłodszej córki Marii. Ciężar wychowania dzieci spoczął wtedy w całości na Tadeuszu. Chcąc odciążyć nauczyciela, rodzina  do siebie zabrała na wychowanie część jego dzieci.
Zgodnie ze wspomnieniami m.in. swojej córki Barbary i syna Andrzeja, Tadeusz Cyprian Fopp był osobą pełną pogody ducha. Wychowywał swoje dzieci w duchu patriotyzmu i religii katolickiej. On sam codziennie uczęszczał na mszę świętą.
Tadeusz Fopp posiadał bogatą bibliotekę zawierającą ok. 2 tysiące egzemplarzy, przede wszystkim z zakresu historii Polski i Kościoła. Większość tego księgozbioru została zniszczona podczas II wojny światowej. Prowadził też zbiór dokumentów oraz prywatny dziennik.
Po wybuchu II wojny światowej, jego synowie Andrzej Maria i Tadeusz Maria wyruszyli z grupą harcerzy do Warszawy, pomóc w obronie miasta. Po powrocie do Włocławka zostali za to aresztowani, lecz wkrótce później ich wypuszczono. Dla Tadeusza Marii był to początek długiej kariery wojskowej - poprzez NOW, przez ZWZ-AK (był m.in. uczestnikiem Akcji Koppe) i udział w powstaniu warszawskim, aż do zawodowej kariery w Ludowym Wojsku Polski. Andrzej Maria także był związany z NOW. W późniejszym okresie do NOW wstąpił również młodszy syn Tadeusza, Antoni Maria.